# Consell de Seguretat Nacional d'Espanya
El Consell de Seguretat Nacional (CSN) d'Espanya és una Comissió Delegada de Govern i màxim òrgan de l'Estat en matèria de seguretat nacional. Es va crear l'any 2013 amb l'acord unànime de totes les forces polítiques presents a les Corts Generals en el marc de l'Estratègia de Seguretat Nacional aprovada el 2013. S'encarrega d'assistir al President del Govern en la direcció de la política de Seguretat Nacional i del Sistema de Seguretat Nacional.
El CSN ha estat l'encarregat d'elaborar les actuals Estratègia de Seguretat Nacional 2017 (Reial Decret 1008/2017, d'1 de desembre) i l'Estratègia Nacional de Ciberseguretat 2019 (Ordre PCI/487/2019, de 26 d'abril), així com el Procediment d'actuació contra la desinformació (Ordre PCM / 1030/2020, de 30 d'octubre).
El Consell de Seguretat Nacional es reuneix a iniciativa del President de Govern com a mínim amb caràcter bimestral o quantes vegades ho consideri necessari, així com quan les circumstàncies que afectin la Seguretat Nacional ho requereixin. El seu òrgan de treball permanent és el Departament de Seguretat Nacional. El Rei d'Espanya presideix el Consell quan així ho sol·licita el president i, si bé oficialment només un nombre limitat de ministeris formen part d'aquest, si cal la seva assistència també assisteixen.

## Funcions
D'acord amb la Llei de Seguretat Nacional 36/2015 (LSN), li corresponen les següents funcions:
- Dictar les directrius necessàries en matèria de planificació i coordinació de la política de Seguretat Nacional.
- Dirigir i coordinar les actuacions de gestió de situacions de crisi en els termes que preveu el títol III de la LSN.
- Supervisar i coordinar el Sistema de Seguretat Nacional.
- Verificar el grau de compliment de l'Estratègia de Seguretat Nacional i promoure i impulsar les seves revisions.
- Promoure i impulsar l'elaboració de les estratègies de segon nivell que siguin necessàries i procedir, si s'escau, a la seva aprovació, així com a les seues revisions periòdiques.
- Organitzar la contribució de recursos a la Seguretat Nacional conforme amb el que estableix aquesta Llei.
- Aprovar l'Informe Anual de Seguretat Nacional abans de la seva presentació a les Corts Generals.
- Acordar la creació i l'enfortiment dels òrgans de suport necessaris per al desenvolupament de les seves funcions.
- Impulsar les propostes normatives necessàries per a l'enfortiment del Sistema de Seguretat Nacional.
- Realitzar les altres funcions que li atribueixin les disposicions legals i reglamentàries que siguin d'aplicació.
- Informar, mínim un cop a l'any, al Rei d'Espanya.

En cas de crisi:
- El Consell de Seguretat Nacional determinarà els mecanismes d'enllaç i coordinació necessaris perquè el Sistema de Seguretat Nacional s'activi preventivament i realitzi el seguiment dels supòsits susceptibles de derivar en una situació d'interès per a la Seguretat Nacional.
- En la situació d'interès per a la Seguretat Nacional el President de Govern convocarà el Consell de Seguretat Nacional perquè exerceixi les funcions de direcció i coordinació de la gestió d'aquesta situació, tot això sense perjudici de l'aplicació de la legislació en matèria de Defensa Nacional i de les competències que corresponguin al Consell de Ministres. En els casos en què el President de Govern decideixi designar una autoritat funcional per a l'impuls i la gestió coordinada de les actuacions, el Consell de Seguretat Nacional assessorarà sobre el nomenament d'aquesta autoritat.
- El Consell de Seguretat Nacional assessorarà el President de Govern quan la situació requereixi l'aplicació de mesures excepcionals previstes en els instruments de gestió de crisi de les organitzacions internacionals de les quals Espanya sigui membre, tot això sense perjudici de les facultats que corresponen al Consell de Ministres i del que preveu la legislació en matèria de Defensa Nacional.

## Composició
El CSN té una composició fixa sense perjudici que al Consell poden acudir altres membres del Govern i altres autoritats que es considerin necessàries pel tema a tractar. Hi van sempre:

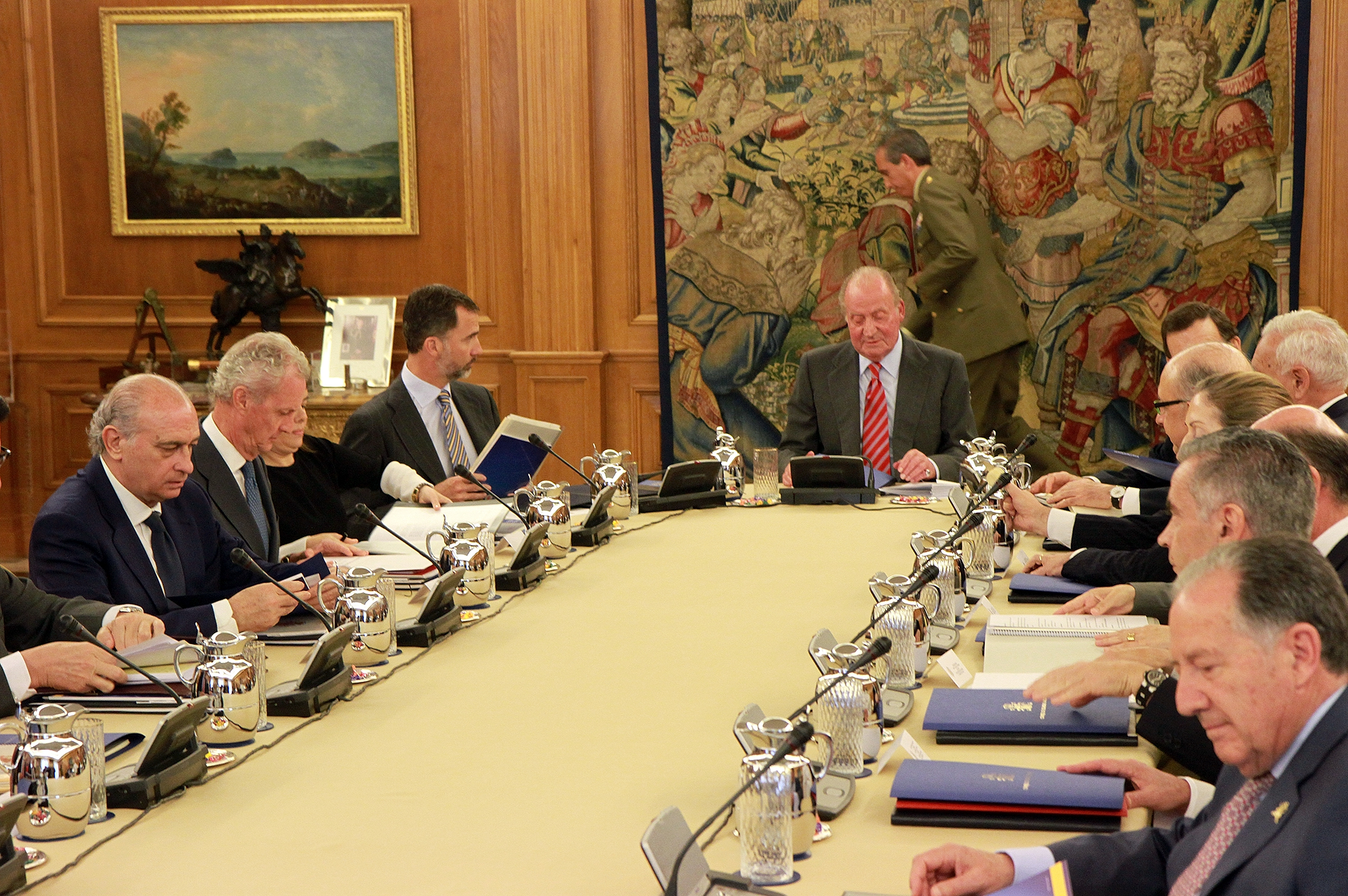
Sessió constitutiva del Consell presidida pel rei Joan Carles I i en la qual també va participar el príncep, Felip.

| - El President del Govern. - Els Vicepresidents del Govern. - El Ministre de la Presidència. - El Ministre d'Afers Exteriors. - El Ministre de Justícia. - El Ministre de Defensa. - El Ministre d'Hisenda. - El Ministre de l'Interior. - El Ministre de Transports. - El Ministre d'Afers Econòmics. | - El Ministre d'Indústria, Comerç i Turisme. - El Ministre de Política Territorial - El Ministre de Sanitat. - El Director del Gabinet de la Presidència. - El Secretari d'Estat d'Afers Exteriors. - El Secretari d'Estat de Seguretat. - El Cap de l'Estat Major de la Defensa. - El Director del Centre Nacional d'Intel·ligència. - El Director del Departament de Seguretat Nacional. |

## Reunions
El Consell de Seguretat Nacional s'ha reunit en nombroses ocasions.
| Data                   | Lloc de reunió       | Presidit per      | Assumptes tractats | Refs.         |
| ---------------------- | -------------------- | ----------------- | --- | ------------- |
| 11 de juliol de 2013   | Palau de la Zarzuela | Rei Joan Carles I | Reunió constitutiva. Es van aprovar les normes internes del Consell i el projecte de la Llei de Seguretat Nacional. El príncep d'Astúries, Felip VI, també va acudir a la reunió. | [ 8 ] [ 9 ]   |
| 20 de setembre de 2013 | Palau de la Moncloa  | Mariano Rajoy     | Qüestions de política internacional, en concret, però sense limitar-se als assumptes de l'Orient Mitjà. També es van debatre qüestions de procediment sobre el projecte de llei de Seguretat Interior. | [ 10 ]        |
| 5 de desembre de 2013  | Palau de la Moncloa  | Mariano Rajoy     | El Consell va aprovar les estratègies nacionals de ciberseguretat i de seguretat marítima, i va crear el Comitè de Situació i els consells de Seguretat Marítima i de Ciberseguretat. | [ 11 ]        |
| 14 de febrer de 2014   | Palau de la Moncloa  | Mariano Rajoy     | Es va analitzar l'evolució de les estratègies aprovades en anteriors reunions, l'estat de les missions internacionals de les Forces Armades i els treballs en relació amb el projecte de llei de Seguretat Nacional. | [ 12 ]        |
| 25 d'abril de 2014     | Palau de la Moncloa  | Mariano Rajoy     | Assumptes nacionals i internacionals rellevants per a la seguretat nacional d'Espanya i es va aprovar el primer Informe Anual de Seguretat Nacional. | [ 13 ]        |
| 10 de juliol de 2014   | Palau de la Zarzuela | Rei Felip VI      | Es va informar al rei Felip VI del treball exercit pel Consell en el seu primer any de vida i es van discutir assumptes rellevants per a la seguretat nacional. El Consell va aprovar la creació del Comitè Especialitzat d'Immigració. | [ 14 ]        |
| 31 d'octubre de 2014   | Palau de la Moncloa  | Mariano Rajoy     | Es van discutir les accions adoptades pel Comitè Especial sobre el virus d'Ébola. També, assumptes relacionats amb la seguretat marítima, la ciberseguretat i la immigració. | [ 15 ]        |
| 23 de gener de 2015    | Palau de la Moncloa  | Mariano Rajoy     | Terrorisme gihadista i radicalització violenta. | [ 16 ]        |
| 24 d'abril de 2015     | Palau de la Moncloa  | Mariano Rajoy     | Es van tractar assumptes nacionals i internacionals rellevants per a la seguretat nacional. Entre ells, la crisi migratòria en el Mediterrani i la situació de Líbia (Guerra civil libanesa). El Consell també va aprovar l'Informe Anual de Seguretat Nacional i el Pla d'Acció Nacional per al compliment de la Resolució 1540 del Consell de Seguretat de les Nacions Unides. | [ 17 ]        |
| 20 de juliol de 2015   | Palau de la Zarzuela | Rei Felip VI      | Es van tractar assumptes sobre el projecte de llei de Seguretat Nacional, la crisi humanitària en el Mediterrani i el terrorisme gihadista. El Consell també va aprovar l'Estratègia Nacional de Seguretat Energètica. | [ 18 ]        |
| 14 de novembre de 2015 | Palau de la Moncloa  | Mariano Rajoy     | Reunió extraordinària del CSN per tractar l'atac terrorista a París així com les accions que hauria de prendre el Govern de la Nació sobre aquell tema. | [ 19 ]        |
| 20 de novembre de 2015 | Palau de la Moncloa  | Mariano Rajoy     | Es van tractar assumptes nacionals i internacionals rellevants per a la seguretat nacional. En concret, es van analitzar les mesures del Govern en resposta als atemptats de París. | [ 20 ]        |
| 27 de maig de 2016     | Palau de la Moncloa  | Mariano Rajoy     | Crisi migratòria en el Mediterrani, refugiats i mesures adoptades per Espanya; terrorisme gihadista i la situació a Veneçuela. El Consell va aprovar l'Informe Anual de Seguretat Nacional. | [ 21 ]        |
| 20 de gener de 2017    | Palau de la Moncloa  | Mariano Rajoy     | Es van tractar assumptes nacionals i internacionals rellevants per a la seguretat nacional. En concret, assumptes sobre terrorisme gihadista i les conseqüències que els temporals van tenir al país. També es va discutir sobre la inestabiltat a certes regions geogràfiques importants per a la seguretat nacional d'Espanya. Així mateix, el Consell va aprovar l'Informe Anual de Seguretat Nacional, es van analitzar els treballs al voltant de la nova estratègia de seguretat nacional i es va acordar la creació del Comitè Especialitzat de Seguretat Energètica. | [ 22 ]        |
| 1 de desembre de 2017  | Palau de la Moncloa  | Mariano Rajoy     | Es van tractar assumptes nacionals i internacionals rellevants per a la seguretat nacional. El Consell va aprovar la nova Estratègia de Seguretat Nacional i es va crear el Comitè Especialitzat de No Proliferació. També es va discutir la incorporació d'Espanya al Programa PESCO. | [ 23 ]        |
| 16 de juliol de 2018   | Palau de la Zarzuela | Rei Felip VI      | Crisi migratòria en el Mediterrani; terrorisme gihadista i el desplegament internacional de les Forces Armades Espanyoles. | [ 24 ]        |
| 21 de gener de 2019    | Palau de la Moncloa  | Pedro Sánchez     | Va ser la primera reunió en les noves instal·lacions del Departament de Seguretat Nacional. El Consell va discutir i va aprovar l'Estratègia Nacional contra el Crim Organitzat i la Delinqüència Greu per al període 2019-2013, el Pla Nacional de Biocustòdia i la nova Estratègia Nacional contra el Terrorisme. | [ 25 ]        |
| 15 de març de 2019     | Palau de la Moncloa  | Pedro Sánchez     | El Consell va aprovar l'Informe Anual de Seguretat Nacional, el Pla d'Acció de Seguretat Marítima i es va discutir diferents procediments per evitar les notícies falses. El secretari d'Estat de Comunicació va ser convocat a la reunió per primera vegada. | [ 26 ]        |
| 12 d'abril de 2019     | Palau de la Moncloa  | Pedro Sánchez     | El Consell va discutir i va aprovar tres noves estratègies: de Seguretat Aeroespacial, de Protecció Civil i de Ciberseguretat. També va crear la Xarxa de Coordinació per a la Seguretat en Processos Electorals. | [ 27 ]        |
| 4 de març de 2020      | Palau de la Zarzuela | Rei Felip VI      | Reunió per informar al rei sobre assumptes de seguretat nacional, així com discutir-los. El Consell va aprovar la creació del Consell Nacional de Seguretat Aeroespacial i el Comitè Especialitzat contra el Terrorisme. | [ 28 ]        |
| 22 de juny de 2020     | Palau de la Zarzuela | Rei Felip VI      | Reunió per informar al rei sobre assumptes de seguretat nacional i per analitzar la situació en relació amb la pandèmia de COVID-19, el seu impacte a Espanya i les mesures adoptades pels diferents departaments governamentals. | [ 29 ] [ 30 ] |
| 6 d'octubre de 2020    | Palau de la Moncloa  | Pedro Sánchez     | Es van tractar assumptes nacionals i internacionals rellevants per a la seguretat nacional. En concret, la situació de la pandèmia de COVID-19, procediments per a les noves estratègies de Seguretat Nacional i de Seguretat Energètica i va aprovar un nou Procediment d'Actuació contra la Desinformació. Així mateix, es va aprovar la creació d'una Reserva estratègica de capacitats nacionals de producció industrial i els plans estratègics nacionals de Prevenció i Lluita contra la Radicalització Violenta i de Lluita Contra el Finançament del Terrorisme.     | [ 31 ] [ 32 ] |
| 9 de març de 2021      | Palau de la Moncloa  | Pedro Sánchez     | Es van tractar assumptes nacionals i internacionals rellevants per a la seguretat nacional. En concret, immigració irregular, la situació de la pandèmia de COVID-19 i el desenvolupament de la vacunació, terrorisme, assumptes de cibercriminalitat i ciberseguritat. | [ 33 ]        |
| 18 de novembre de 2021 | Palau de la Zarzuela | Rei Felip VI      | Informar El Rei sobre temes de seguretat nacional. Entre altres temes, es va debatre la proposta d‟actualització de l‟Estratègia de Seguretat Nacional 2021 i el Pla Nacional de Ciberseguretat. | [ 34 ]        |

## Òrgans de suport
La Llei de Seguretat Nacional, en el seu article 21, apartat 1, lletra h, atorga al Consell la potestat de crear òrgans de suport per exercir les seves funcions. Des de 2013 s'han creat 8 òrgans de suport:
- Comitè Especialitzat de situació, creat el 2013.
- Consell Nacional de Seguretat Marítima, creat el 2013.
- Consell Nacional de Ciberseguretat, creat el 2013.
- Comitè Especialitzat d'Immigració, creat el 2014.
- Comitè Especialitzat de Seguretat Energètica, creat el 2017.
- Comitè Especialitzat de No Proliferació, creat el 2017.
- Consell Nacional de Seguretat Aeroespacial, creat el 2020.
- Comitè Especialitzat contra el Terrorisme, creat el 2020.